# محمد احمد المنقوش
محمد احمد المنقوش (عربی: محمد أحمد المنقوش؛ زاده ۲۹ دسامبر ۱۹۶۷) یک سیاستمدار اهل لیبی است. وی از ۲۹ دسامبر ۱۹۹۷ تا ۱ مارس ۲۰۰۰ نخست‌وزیر لیبی بود.